# Polyrhachis nigriceps
Polyrhachis nigriceps är en myrart som beskrevs av Smith 1863. Polyrhachis nigriceps ingår i släktet Polyrhachis och familjen myror. Inga underarter finns listade i Catalogue of Life.